# Bunchosia linearifolia
Bunchosia linearifolia es una especie de plantas con flores perteneciente a la familia Malpighiaceae. Es endémica del sudoeste de  Cuba.

## Descripción
Es un arbusto que raramente alcanza el tamaño de un pequeño árbol. Se encuentra en chaparrales secos.

## Taxonomía
Bunchosia linearifolia fue descrito por Percy Wilson y publicado en Bulletin of the Torrey Botanical Club 53: 460. 1926.